# Protepicorsia magnifovealis
Protepicorsia magnifovealis là một loài bướm đêm trong họ Crambidae.